# Ford Thunderbird (dixième génération)
 (mai 2022).
La mise en forme du texte ne suit pas les recommandations de Wikipédia : il faut le « wikifier ».
Les points d'amélioration suivants sont les cas les plus fréquents. Le détail des points à revoir est peut-être précisé sur la page de discussion.
- Les titres sont pré-formatés par le logiciel. Ils ne sont ni en capitales, ni en gras.
- Le texte ne doit pas être écrit en capitales (les noms de famille non plus), ni en gras, ni en italique, ni en « petit »…
- Le gras n'est utilisé que pour surligner le titre de l'article dans l'introduction, une seule fois.
- L'italique est rarement utilisé : mots en langue étrangère, titres d'œuvres, noms de bateaux, etc.
- Les citations ne sont pas en italique mais en corps de texte normal. Elles sont entourées par des guillemets français : « et ».
- Les listes à puces sont à éviter, des paragraphes rédigés étant largement préférés. Les tableaux sont à réserver à la présentation de données structurées (résultats, etc.).
- Les appels de note de bas de page (petits chiffres en exposant, introduits par l'outil «  Source ») sont à placer entre la fin de phrase et le point final[comme ça].
- Les liens internes (vers d'autres articles de Wikipédia) sont à choisir avec parcimonie. Créez des liens vers des articles approfondissant le sujet. Les termes génériques sans rapport avec le sujet sont à éviter, ainsi que les répétitions de liens vers un même terme.
- Les liens externes sont à placer uniquement dans une section « Liens externes », à la fin de l'article. Ces liens sont à choisir avec parcimonie suivant les règles définies. Si un lien sert de source à l'article, son insertion dans le texte est à faire par les notes de bas de page.
- La présentation des références doit suivre les conventions bibliographiques. Il est recommandé d'utiliser les modèles {{Ouvrage}}, {{Chapitre}}, {{Article}}, {{Lien web}} et/ou {{Bibliographie}}. Le mode d'édition visuel peut mettre en forme automatiquement les références.
- Insérer une infobox (cadre d'informations à droite) n'est pas obligatoire pour parachever la mise en page.

Pour une aide détaillée, merci de consulter Aide:Wikification.
Si vous pensez que ces points ont été résolus, vous pouvez retirer ce bandeau et améliorer la mise en forme d'un autre article.
Cet article concerne la dixième génération de l'automobile Ford Thunderbird. Pour des informations générales sur la Thunderbird, consultez Ford Thunderbird.
La dixième génération de la Ford Thunderbird est une voiture personnelle de luxe qui a été produite par Ford pour les années modèles 1989 à 1997. Elle a été introduite le 26 décembre 1988 en tant que modèle de 1989 aux côtés de sa voiture sœur, la Mercury Cougar. Développé sur la nouvelle plate-forme MN12 (Mid-Size North American Project 12) de Ford à partir du deuxième trimestre de 1984 (production approuvée à la mi-1985),, la nouvelle Thunderbird présentait une carrosserie plus aérodynamique qui était légèrement plus courte en longueur totale par rapport à la Thunderbird de 1988, mais avait un empattement de 229 mm plus long.

## Modifications et conception par année modèle

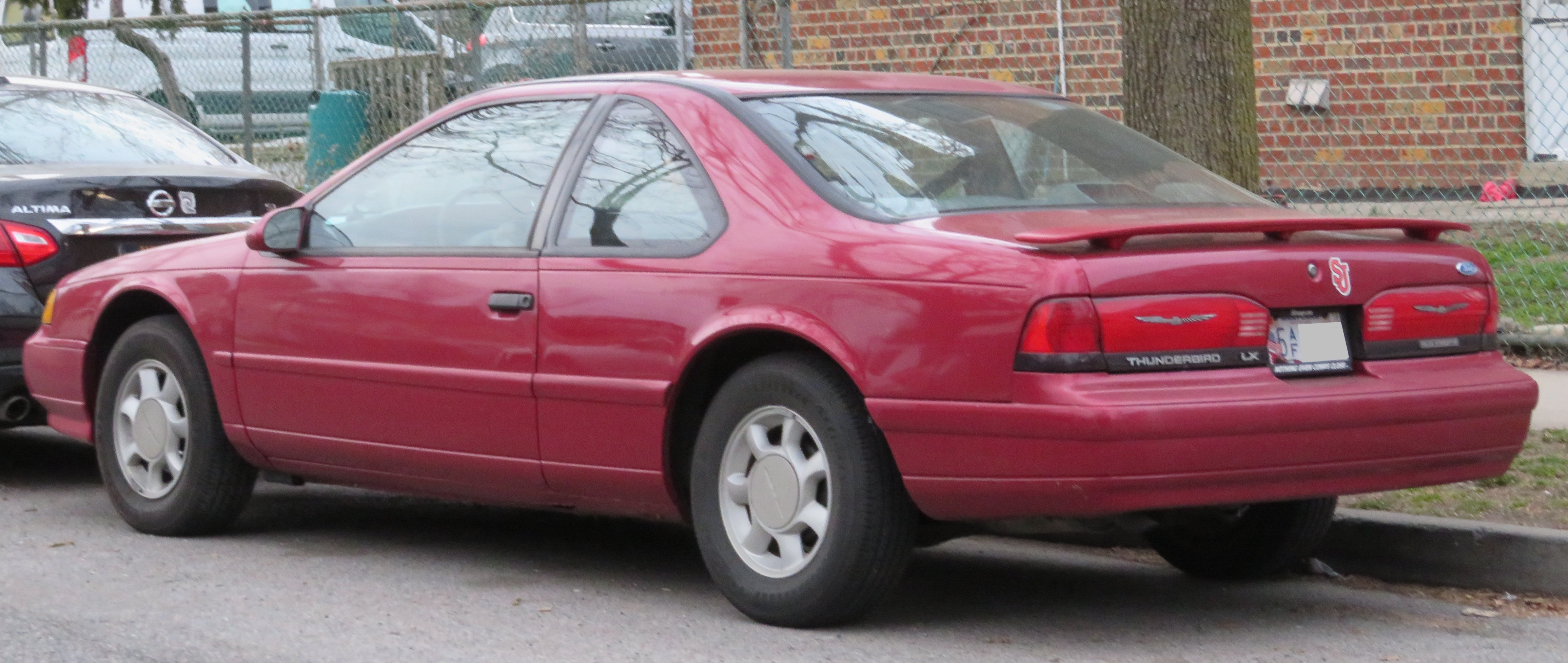
Vue arrière (Thunderbird LX)

La voiture était dotée d'une suspension indépendante aux quatre roues, avec des bras courts et longs (BCL) et un ensemble de jambe de force à ressort à l'avant et de multiples liens à l'arrière, qui offraient une excellente maniabilité et une excellente qualité de conduite. Cette configuration était importante car elle a fait de la Thunderbird, de la Lincoln Mark VIII et de la Cougar les seules voitures nord-américaines à propulsion arrière, autres que la Chevrolet Corvette, à offrir une suspension indépendante à quatre roues à l'époque. Les options de moteur sont tombées à seulement deux pour 1989 lorsque Ford a abandonné l'option V8 pour la nouvelle Thunderbird. Les modèles de base et LX étaient propulsés par le V6 Essex OHV de 3,8 L de Ford. Évalué à 142 ch (104 kW) à 3 800 tr/min et 292 N m de couple à 2 400 tr/min, beaucoup estimaient que le moteur était quelque peu sous-alimenté pour une voiture qui pesait plus de 1 600 kg en version de base (plus lourde avec les options disponibles). Ce moteur était couplé à la transmission automatique AOD à 4 vitesses de Ford, quel que soit le niveau de finition, des années modèles 1989 à 1993. Dû en partie de son faible coefficient de traînée, la Thunderbird était relativement économe en carburant compte tenu de sa taille et de son poids globaux. L'EPA attribuait aux Thunderbird de 1989 équipées du V6 de série une cote de rendement énergétique de 12,4 litres aux 100 km en ville et de 8,7 litres aux 100 km sur autoroute, cependant, comme la plupart des voitures construites avant 2008, cette cote a été rétroactivement réduite par l'EPA pour refléter des mesures de rendement énergétique plus récentes et plus réalistes. La cote d'efficacité énergétique était nettement meilleure que celle des Thunderbird équipées de moteurs plus performants et a donné à la Thunderbird de base équipée d'un V6 une autonomie significative avec son réservoir de carburant de 72 litres (réduit plus tard à 68 litres).
Une version plus sophistiquée, suralimentée et à refroidissement intermédiaire du V6 OHV de 3,8 L a été utilisée pour propulser la Thunderbird Super Coupe haute performance, également appelée Thunderbird SC en abrégé. La Super Coupe pouvait obtenir une transmission manuelle M5R2 à 5 vitesses dérivée de Mazda ou une transmission automatique AOD à 4 vitesses (ou 4R70W pour les modèles de 1994/1995). La Thunderbird Super Coupe a été la voiture de l'année de Motor Trend en 1989, ce que Ford a fièrement annoncé. Lorsqu'il fonctionnait à un maximum de 5 600 tr/min, le compresseur fournissait 0,8 bar de suralimentation, avec le moteur évalué à 213 chevaux (157 kW)/233 chevaux (172 kW) pour 1994/1995 à 4 000 tr/min et 427 N m de couple à 2 600 tr/min avec un taux de compression de 8,2:1 (8,6:1 pour 1994/1995). Accompagnant le moteur plus puissant, les Super Coupe étaient équipées d'une foule de fonctionnalités uniques soulignant leur comportement plus performant par rapport aux Thunderbird standard. Parmi ceux-ci, il y avait des roues en alliage de 16 x 7,0 pouces plus grandes avec des pneus haute performance (les Thunderbird standard étaient livrées avec des roues en acier de 15 x 6,0 pouces et des jantes en alliage de 15 x 6,5 pouces étaient en option), un différentiel à glissement limité Traction-Lok, freins antiblocage standard, freins à disque aux 4 roues (avant ventilé et rotors arrière), direction assistée variable sensible à la vitesse, habillage de côté sur le bas de la carrosserie, feux de brouillard et une suspension plus rigide avec des amortisseurs réglables fournis par Tokico.
Malgré les mérites de la nouvelle Thunderbird, elle était considérée comme un échec par la direction de Ford. Le 17 janvier 1989, le président de Ford, Harold A. Poling, sous les yeux du PDG de Ford, Donald Petersen, et du vice-président exécutif de Ford, Phil Benton, a sévèrement critiqué le personnel du programme MN12 lors d'une réunion pour avoir gravement manqué les objectifs de poids et de coût des Thunderbird et Cougar (113 kg) de plus et 900 $ US de plus par voiture que prévu). Cette critique a surpris le personnel du programme qui s'attendait à être félicité pour les réalisations techniques et l'accueil positif des Thunderbird et Cougar. Anthony "Tony" S. Kuchta, directeur du programme MN12, était irrité par Poling, non pas pour ses points sur le poids et les dépassements de coûts mais plutôt pour avoir adressé ses critiques au personnel du programme plutôt qu'à Kuchta qui était responsable des décisions importantes qui ont déterminé l’orientation du programme. Bon nombre des décisions prises par Kuchta concernant le développement du projet MN12, qui ont entraîné les dépassements de poids et de coûts critiqués par Poling, ont été causées par les éléments mêmes qui distinguaient les voitures MN12 des autres voitures de leur catégorie (comme la propulsion arrière et une suspension arrière). En disgrâce auprès de la direction de Ford après le lancement des Thunderbird et Cougar, Kuchta a volontairement pris sa retraite anticipée de Ford en mai 1989.
Pour l'année modèle 1991, Ford a réintroduit une option V8 avec le moteur Windsor de 5,0 L. Le moteur a été utilisé jusqu'à l'année modèle 1993 et a été évalué à 203 ch (149 kW) à 4 000 tr/min et 373 N m de couple à 3 000 tr/min; gains de 45 chevaux (34 kW) et 14 N m de couple respectivement par rapport à la Thunderbird de 1988. Comme le V6 de 3,8 L de série, le V8 n'était accouplé qu'à la transmission automatique AOD à 4 rapports. Sur le programme de télévision MotorWeek, dans une review de la Thunderbird de 1991 et de la Mercury Cougar similaire, un essai routier d'une Thunderbird équipée du moteur V8 a révélé que la voiture pouvait accélérer de 0 à 97 km/h en 9,2 secondes; environ deux secondes plus rapide qu'une Thunderbird V6 standard mais environ deux secondes plus lente qu'une Super Coupe.
Pour 1992, la Thunderbird a reçu sa première mise à jour de style avec un couvercle de coffre remodelé comportant de nouvelles unités de feux arrière éclairés par LED. Un modèle V8 Sport a été offert pour cette année, uniquement avec le carénage avant de la Super Coupe et avec des phares antibrouillard et des bandes décoratives en bas de la carrosserie. Pour 1993, toutes les Thunderbird ont utilisé le carénage avant de la Super Coupe.

## Rafraîchissement en milieu de cycle

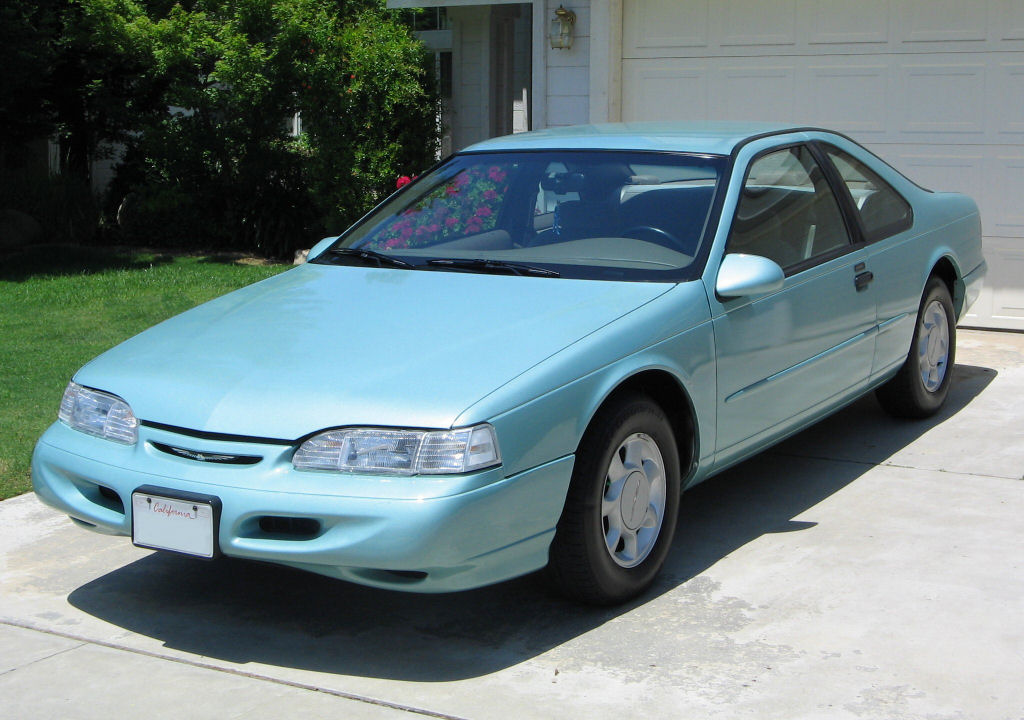
1994 Ford Thunderbird LX (with aftermarket clear marker lamps)

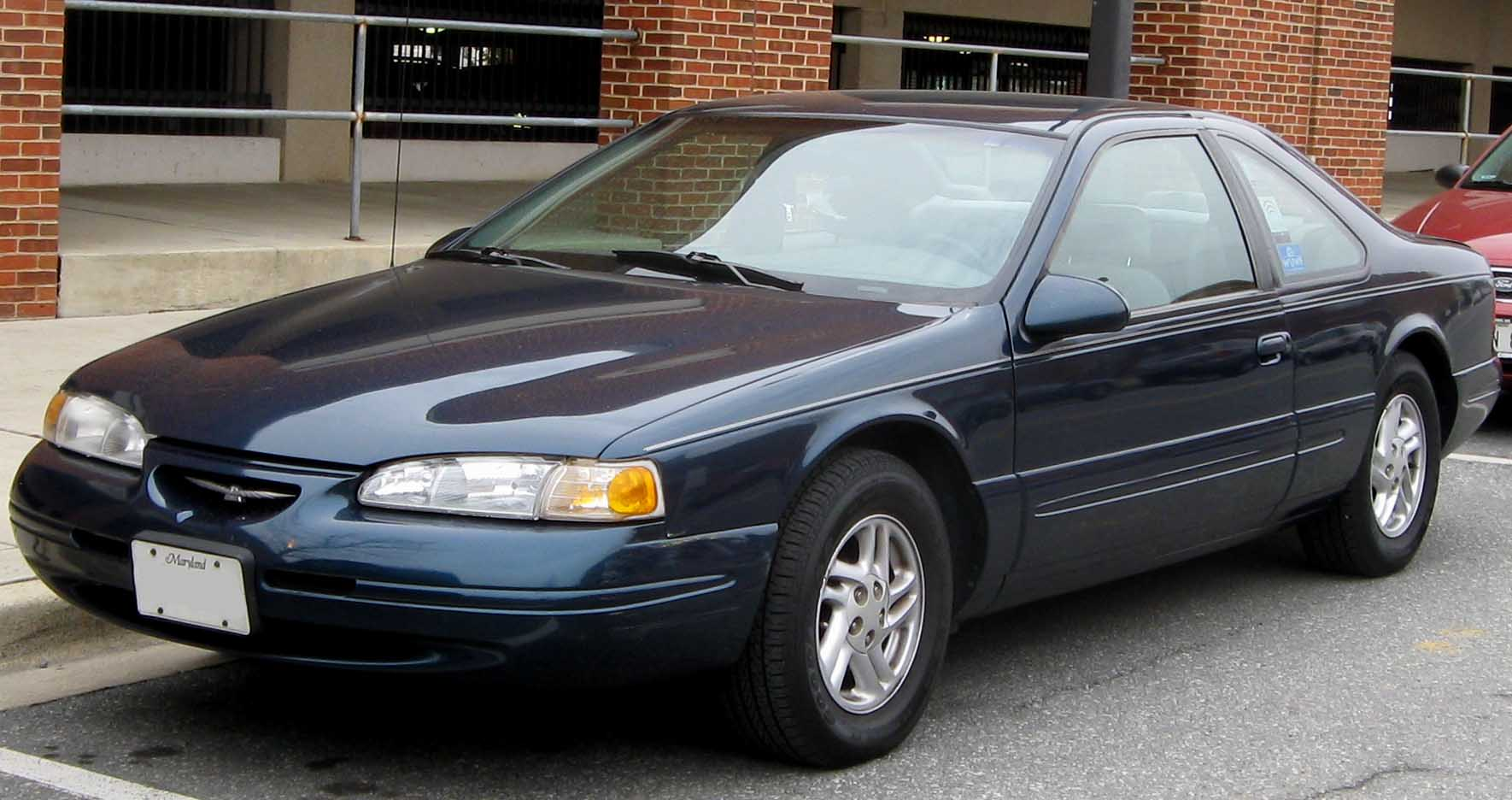
1996 or 1997 Ford Thunderbird LX

La Thunderbird a reçu une mise à jour complète de mi-cycle pour 1994, avec des révisions au groupe motopropulseur, l'apparence, l'ajout de caractéristiques de sécurité et une refonte totale de son intérieur.
Le carénage avant a subi des changements de style substantiels avec des prises d'air plus grandes dans le couvercle du pare-chocs, de nouveaux phares et un nouveau capot légèrement plus courbé. L'emblème Thunderbird a été déplacé depuis le bord avant du capot vers la fente d'admission d'air supérieure dans le couvercle du pare-chocs. L'intérieur a été entièrement repensé pour accueillir deux coussins gonflables avant et pour optimiser le confort et la commodité du conducteur. Elle comportait une instrumentation enveloppante de style cockpit avec un nouveau volant, une nouvelle radio et des nouvelles commandes de climatisation, et des larges courbes sur les panneaux de porte et les surfaces du tableau de bord. Les modèles LX présentaient des designs de siège révisés avec un choix de nouvelles surfaces de sièges en tissu ou en cuir.
On peut dire que le changement le plus dramatique pour 1994, cependant, a été le nouveau V8 SOHC modulaire de 4,6 L qui a remplacé le moteur Windsor «5,0». Le V8 de 4,6 L développait 208 ch (153 kW) à 4 500 tr/min et 359 N m de couple à 3 200 tr/min et était accompagné d'un module de commande du groupe motopropulseur mis à jour, l'EEC-V (le moteur V6 de base des Thunderbird et des Super Coupe ont continué à utiliser l'ancien EEC-IV). Une transmission automatique 4R70W à 4 vitesses à commande électronique a remplacé la transmission automatique AOD dans tous les cas où elle était auparavant utilisée dans la Thunderbird. Car and Driver a reviewed le V8 de 4,6 L et a réussi un temps d'accélération de 0 à 97 km/h en 8,1 secondes et un 402 m terminé en 16,3 secondes à 140 km/h.
La Super Coupe a continué pour 1994 avec le même V6 suralimenté de 3,8 L qu'avant, mais maintenant avec 233 chevaux (172 kW) à 4 400 tr/min et 447 N m de couple à 2 500 tr/min. Cela a été rendu possible grâce à un certain nombre de changements. Le compresseur de suralimentation de type Roots Eaton M90 a reçu une entrée plus grande et de style carré, un plénum d'entrée de fixation plus grand et des rotors revêtus de téflon. Le moteur a reçu des injecteurs de carburant plus gros et une augmentation de la compression à 8,6:1. Dans leur numéro de mars 1996, le magazine Motor Trend a effectué un test de comparaison d'une Thunderbird Super Coupe de 1995 contre la Chevrolet Monte Carlo Z34 à traction avant et une Buick Regal Gran Sport. La Super Coupe a livré les meilleures performances globales, y compris un temps d'accélération de 0 à 97 km/h en 7,0 secondes et un parcours d'un 402 m en 15,2 secondes à 141,8 km/h. En résumant les performances globales de chaque voiture les unes par rapport aux autres, l'auteur de l'article, Don Sherman, a écrit: "La Buick Regal est une voiture compétente et confortable à un prix attractif, mais elle est trop androgyne pour être appelée Gran Sport. Rien à ce sujet n'est grandiose et il n'y a pas d'os sportif dans sa carrosserie. Tout ce dont la Monte Carlo a besoin pour réussir est un moteur V8 et une année de raffinement pour éradiquer ses bugs de qualité. Cela laisse la Thunderbird SC comme la grande gagnante de ce test. C'est une solution beaucoup plus sophistiquée à l'équation du coupé quatre places, mais son prix est en conséquence". En dépit de critiques positives comme celle-ci, une augmentation de rendement et de performance par rapport aux Super Coupe précédentes seraient de courte durée, car la Thunderbird Super Coupe a été abandonnée après l'année modèle 1995 en raison du ralentissement des ventes.
Pour 1996, la Thunderbird n'était proposée qu'en modèle LX. Le capot, les phares et les boucliers de pare-chocs ont de nouveau été redessinés. Le carénage avant a reçu une calandre de style maille en nid d'abeille, avec un emblème Thunderbird révisé placé au centre. Les phares ont été remplacés par des lentilles cristallines avec des boîtiers de réflecteurs intérieurs cannelés. De nouvelles poignées de porte couleur carrosserie ont remplacé les anciennes poignées noires texturées et un large revêtement couleur carrosserie a été ajouté le long des côtés inférieurs. La garniture inférieure du carénage arrière est passée du noir aux réflecteurs rouges (comme avec les anciens modèles SC) créant une apparence de feu arrière uniforme, avec le badge "Thunderbird LX" déplacé en haut à gauche du couvercle du coffre dans une nouvelle police de script.

### Thunderbird SVE
Vers la fin de la production de la Thunderbird MN12, la division SVE (Special Vehicle Engineering) de Ford a exploré l'idée d'une nouvelle Thunderbird haute performance, produisant quatre prototypes. Stylistiquement, les Thunderbird de SVE mélangeaient des éléments des Thunderbird de 1994–1995 et de 1996–1997 avec des éléments qui leur sont propres. La Thunderbird SVE utilisait les phares, les poignées de porte et le couvercle de pare-chocs arrière de la Thunderbird de 1994–1995 et le carénage avant et le revêtement latéral de carrosserie de la Thunderbird de 1996–1997. La Thunderbird SVE était unique par rapport aux autres Thunderbird: avec des roues Cobra R de 17 pouces à cinq rayons, des doubles embouts d'échappement plus grands, une section inférieure du carénage avant différente avec des phares antibrouillard, un aileron unique et une écope de capot proéminente. La différence la plus significative qui distingue la Thunderbird SVE des autres Thunderbird était son moteur V8 DOHC suralimenté de 4,6 L, similaire à celui trouvé plus tard dans la Mustang Cobra SVT. La puissance était fournie aux roues via une transmission manuelle Tremec T-45 à 5 vitesses. L'arrêt de la Thunderbird SVE se faisait avec des freins plus gros pris sur la Mustang Cobra (avec les roues Cobra R),.
En dépit de son potentiel, cette Thunderbird haute performance n'était pas censée être, non seulement Ford a tiré la prise sur ce projet, mais sur toute la gamme Thunderbird et Cougar, l'année modèle 1997 étant sa dernière. Trois prototypes sur quatre ont été détruits tandis que le seul prototype survivant reste une propriété privée.
Le 4 septembre 1997, la dernière Thunderbird MN12 a été construite à l'usine d'assemblage de Ford à Lorain, Ohio. Alors qu'elle roulait le long de la chaîne de montage, un panneau indiquant "C'est tout, les gars" ornait le couvercle du coffre.

## Totaux de production
| Année | Production |
| ----- | ---------- |
| 1989  | 122 909    |
| 1990  | 114 040    |
| 1991  | 84 719     |
| 1992  | 74 149     |
| 1993  | 130 750    |
| 1994  | 121 082    |
| 1995  | 115 397    |
| 1996  | 112 302    |
| 1997  | 36 582     |
| Total | 961 624    |